# Henry Petty-Fitzmaurice, Hầu tước thứ 5 xứ Lansdowne
Henry Charles Keith Petty-Fitzmaurice, Hầu tước thứ 5 của Lansdowne (14 tháng 01 năm 1845 - 03 tháng 06 năm 1927) là một quý tộc, chính trị gia và nhà quản lý thuộc địa người Anh. Ông từng giữ qua rất nhiều vị trí quan trọng trong nội các Chính phủ Anh Quốc được lập nên bởi Đảng Tự do và Bảo thủ, trong đó bao gồm: Bộ trưởng Chiến tranh, Bộ trưởng Ngoại giao. Ngoài ra ông còn là một nhà quản lý thuộc địa có kinh nghiệm khi được bổ nhiệm liên tục qua các ghế Toàn quyền Canada và sau đó là Phó vương kiêm Toàn quyền Ấn Độ. Năm 1917, trong Chiến tranh thế giới thứ nhất, ông đã viết Lá thư Lansdowne ủng hộ một nền hoà bình thoả hiệp, nhưng vô ích.
Ông không chỉ được công chúng quan tâm đến chức tước và địa vị chính trị trong các chính phủ và nghị viện Anh, ông còn nổi tiếng vì là một triệu phú với khối tài sản lớn. Xuất thân từ gia tộc Petty-Fitzmaurice lâu đời ở Ireland, nhận tước vị Nam tước Kerry từ năm 1223, trải qua nhiều biến cố thăng trầm của thời cuộc, đến đầu thế kỷ XVI Nam tước đời thứ 11 đã được nâng lên Tử tước và đầu thế kỷ XVIII thì nhận tước phong Bá tước Kerry. Năm 1753, người trong gia tộc ông là William Petty, Bá tước thứ 2 xứ Shelburne trở thành Thủ tướng Vương quốc Anh và sau đó được trao tước vị Hầu tước Lansdowne truyền đến đời của ông thì đã là Hầu tước thứ 5.